# Antti Ekman
Antti Juhani Ekman, född 1982 i Torneå, är en finländsk bandyspelare med Tornio PV som moderförening. Hans position på bandyplanen är halva. Till säsongen 2007/2008 kom han till Bollnäs GIF. Ekmans styrkor är hans storlek och hans skott. Han är ordinarie högerhalv i det finska landslaget.